# Annales d'histoire de l'art canadien
Annales d'histoire de l'art canadien (Journal of Canadian Art History) est une revue semestrielle fondée par des professeurs de l'Université Concordia en 1974. Elle est une publication révisée par les pairs qui s'intéresse à l'histoire de l'art, l'architecture et les arts décoratifs au Canada. 

## Histoire et caractéristiques
AHAC/JCAH est fondée en 1974 à Montréal par des professeurs de l'Université Concordia, dont Sandra Paikowsky. Le projet est mis sur pied à la suite de la création du programme d'histoire de l'art de l'université. 
AHAC/JCAH s'intéresse à tout ce qui concerne l'histoire de l'art canadien, l'architecture et les arts décoratifs, de même que l'art issu des communautés Inuits et des Premières Nations, du 18e siècle à aujourd'hui. Les publications comprennent des études sur des œuvres, des lectures approfondies ainsi que des recherches. Les contributions des chercheurs sont publiées en anglais ou en français alors que les articles et essais sont accompagnés de résumés traduits.
AHAC/JCAH  est membre de la Société de développement des périodiques culturels québécois (SODEP) depuis 1985. Le financement du périodique provient principalement du Ministère de l'Éducation du Québec ainsi que de l'Université Concordia.  
La revue est disponible en ligne sur la base de données JSTOR.  

### Ligne éditoriale
Son mandat est d'encourager la recherche et de diffuser les connaissances sur tous les aspects de l'histoire de l'art, de l'architecture et des arts décoratifs canadiens.   
Chaque numéro questionne un thème spécifique. Les contributions peuvent se faire sous différentes formes : articles, essais, critiques, et comptes-rendus.  
La revue est bilingue. Elle publie des articles en anglais et en français. Ceux-ci sont accompagnés d'un résumé traduit.   

## Comité de rédaction et contributeurs
Le comité de rédaction est composé de Brian Foss, Olivier Asselin, Mark Cheetham, Dominic Hardy, Kristina Huneault, Laurier Lacroix, John O'Brian, Sandra Paikowsky, Didier Prioul, Sherry Farrell Racette, Eduardo Ralickas, Joan Schwartz, Johanne Sloan, Esther Trépanier, Jayne Wark, Anne Whitelaw et Michael Windover. Martha Langford assure le poste de rédactrice en chef et Brenda Dionne Hutchinson celui de l'adjointe à la rédaction.   
Bien que les bureaux de la revue soient situés à l'Université Concordia, les membres de l'équipe sont des chercheurs et chercheuses provenant de différentes université à travers le Canada. Ces derniers lisent les textes et s'échangent ensuite leurs avis. Les écrivains d'articles de même que les membres des comités de rédaction ne reçoivent aucun salaire.  